# Volcán de Ipala
Volcán de Ipala är en vulkan i Guatemala. Den ligger i den sydöstra delen av landet, 100 km öster om huvudstaden Guatemala City. Toppen på Volcán de Ipala är 1 650 meter över havet.
Terrängen runt Volcán de Ipala är huvudsakligen kuperad, men åt sydväst är den platt. Runt Volcán de Ipala är det ganska tätbefolkat, med 86 invånare per kvadratkilometer. Närmaste större samhälle är Ipala, 7,6 km norr om Volcán de Ipala. Omgivningarna runt Volcán de Ipala är en mosaik av jordbruksmark och naturlig växtlighet.